# Anisocanthon pygmaeus
Anisocanthon pygmaeus là một loài bọ cánh cứng trong họ Bọ hung (Scarabaeidae).